# Liste des sénéchaux et présidents de Vannes
Cet article contient la liste des sénéchaux et des présidents de Vannes qui est aujourd'hui une commune du nord-ouest de la France. 
| Dates             | Titulaire                              | Notes |
| ----------------- | -------------------------------------- | --- |
| XVe siècle        | Nicolas de Kerménou                    | Procureur-général du duc, sénéchal de Vannes et de Broërec ambassadeur de Bretagne                          |
| v.1500            | Jean III Gibon                         | Sénéchal de Vannes et d'Auray Confirmé dans sa fonction par lettres du 19 avril 1498 et du 29 décembre 1499 |
| Début XVIe siècle | Jean IV Gibon                          | Fils du précédent - Sénéchal de Vannes et d'Auray                                                           |
| v.1617-1624       | Jean Morin                             | Président du Présidial - Sénéchal de Vannes                                                                 |
| v.1645            | Pierre de Sérent                       | |
| v.1670            | Claude de Francheville                 | |
| 1674-1715         | Pierre Dondel de Keranguen             | |
| 1715-1734         | François Hyacinthe Dondel de Kergonano | |
| 1734-1756         | Jean-Jacques Senant des Gravelles      | |
| 1756-1777         | Simon Jacques Joseph Borie             | Premier président et sénéchal au siège présidial de Vannes                                                  |
| 1777-1790         | Charles François Le Gros               | |